# Katharina Grosse

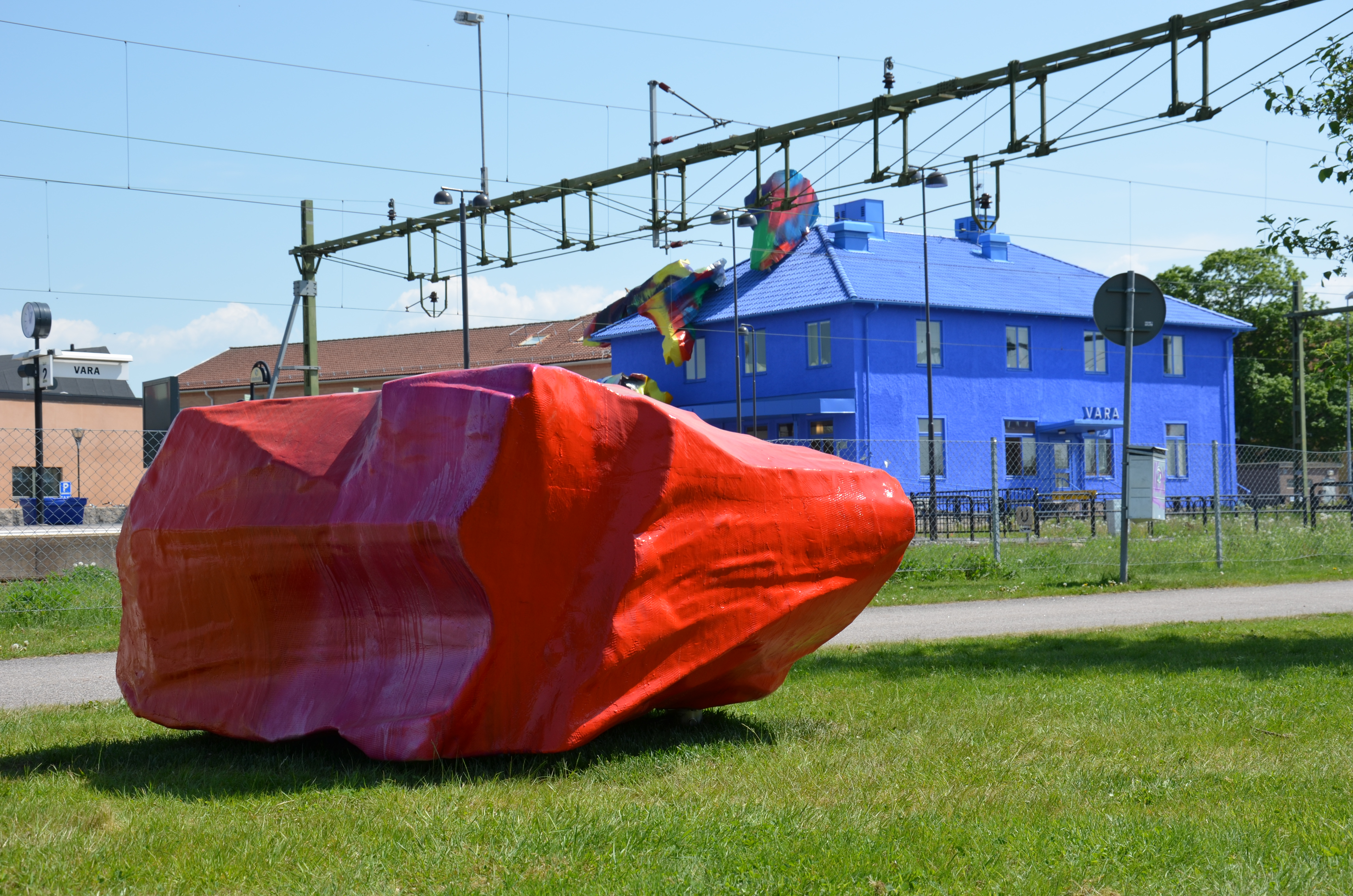
Blue Orange i Vara i Västergötland med den minsta skulpturdelen, på södra sidan av järnvägsspåren, i förgrunden.

Katharina Grosse, född 1961 i Freiburg im Breisgau i dåvarande Västtyskland, är en tysk målare och installationskonstnär.
Katharina Grosse utbildade sig på Kunstakademie Düsseldorf 1982−1990 och hade sin första separatutställning 1996 på Overbeck-Gesellschaft i Lübeck i Tyskland. År 1999 var hon artist-in-residence på Chinati Foundation i Marfa i Texas, USA. Hon var professor på Kunsthochschule Berlin-Weissensee 2000−2010 och är sedan oktober 2010 professor vid Kunstakademie Düsseldorf.
I Sverige hade Grosse en separatutställning på Magasin 3 Stockholm Konsthall år 2004.
Katharina Grosse målar abstrakt och kombinerar målning med arkitektur och skulptur. Hon använder framför allt färgspruta för fabriksmålning i verk i stora format, på duk eller på väggar och olika objekt. Hon bor och arbetar i Berlin.

## Offentliga verk i urval
- Omkring, skulptur på Paseo de las Americas i Punta del Este i Uruguay, 1994
- Espelho sem Aco, skulptur på Avenida Paulista i Sao Paulo i Brasilien
- Seven Days Time, utanför Kunstmuseum Bonn, 2011
- The Blue Orange, installation på stationshuset i Vara, 2012
- bLink, installation på ny planerad bro vid Olskroken på Västlänken i Göteborg (planerat, efter tävling av Statens konstråd 2016–17)

## Bildgalleri

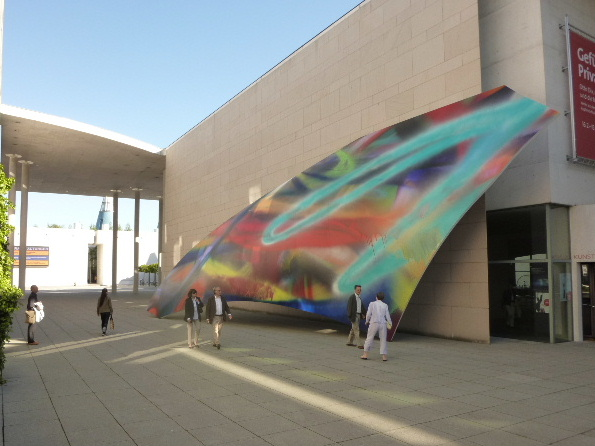
In Seven Days Time, Kunstmuseum Bonn, 2011
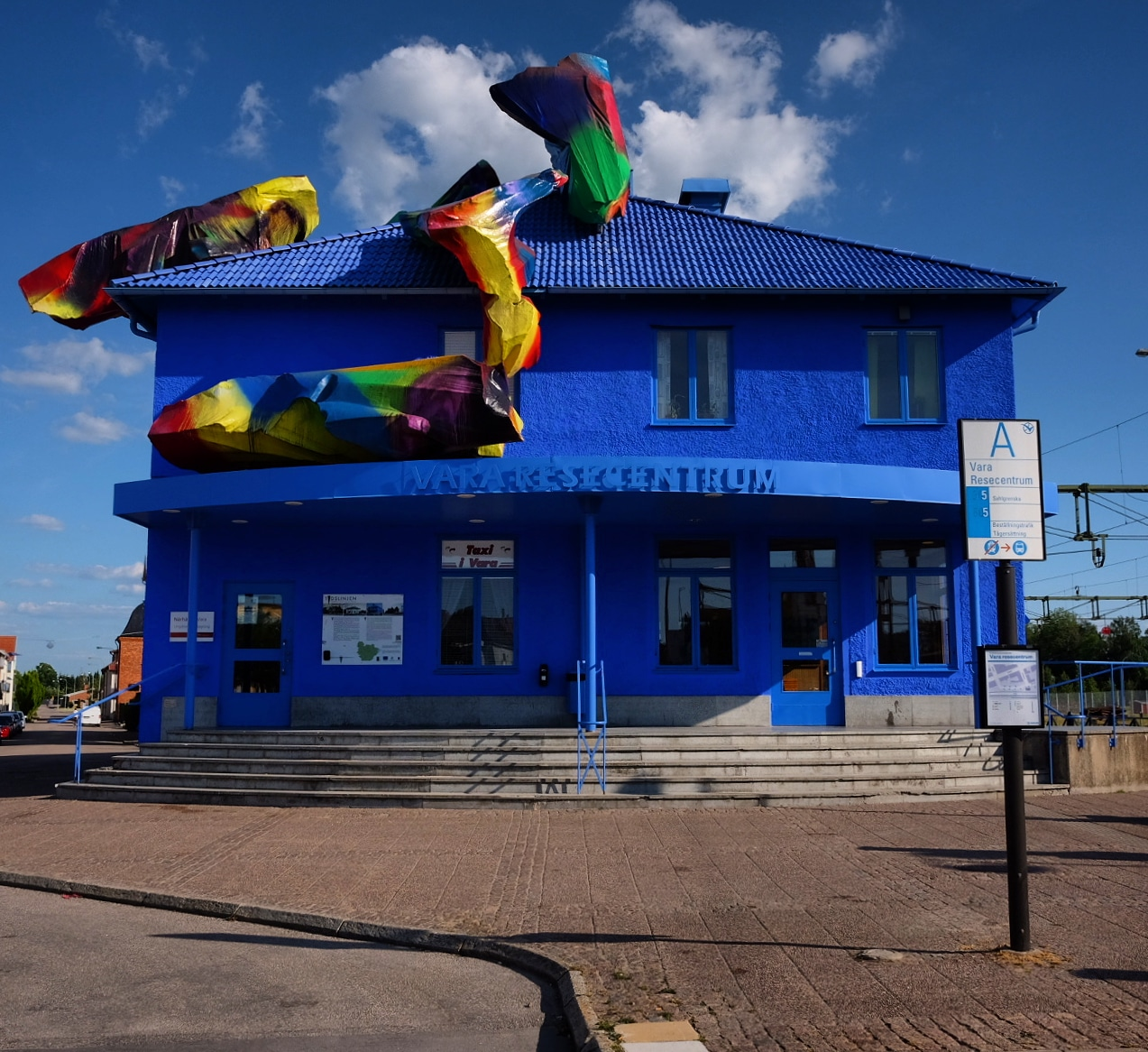
The Blue Orange i Vara
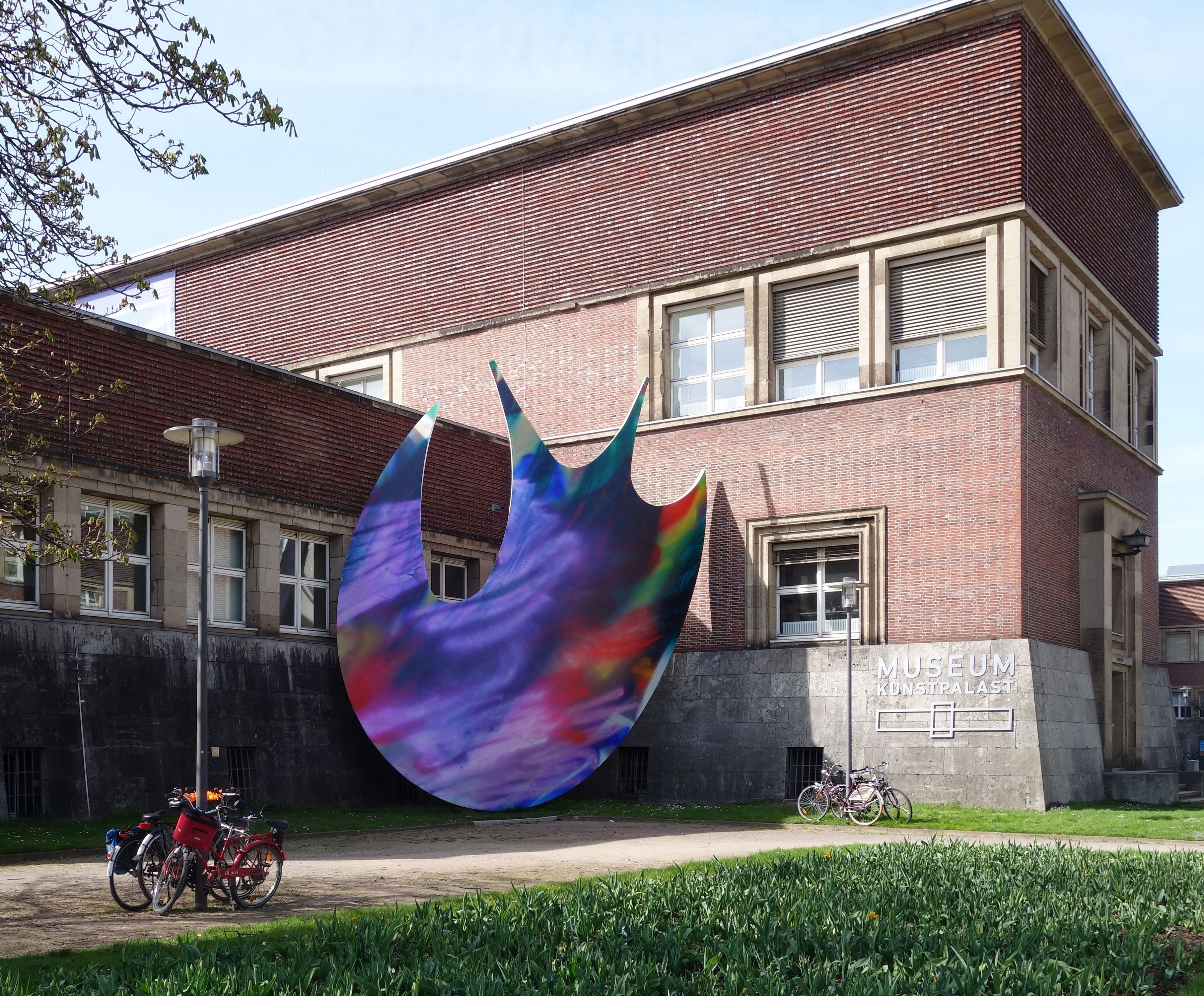
Ellipse, Ehrendof, Düsseldorf, 2009